# Líbano en los Juegos Olímpicos de Salt Lake City 2002
Líbano estuvo representado en los Juegos Olímpicos de Salt Lake City 2002 por dos deportistas, un hombre y una mujer, que compitieron en esquí alpino.
La portadora de la bandera en la ceremonia de apertura fue la esquiadora alpina Chirine Njeim. El equipo olímpico libanés no obtuvo ninguna medalla en estos Juegos.